# Unità di misura romane
Unità di misura dell'antica Roma.

## Misure di lunghezza
| Unità romana    | Latino    | Piede  | Sistema Internazionale |
| --------------- | --------- | ------ | ---------------------- |
| dito            | digitus   | 1 / 16 | 1,85 cm                |
| oncia           | uncia     | 1 / 12 | 2,47 cm                |
| palmo           | palmus    | 1 / 4  | 7,41 cm                |
| piede           | pes       | 1      | 29,64 cm               |
| cubito (gomito) | cubitus   | 1½     | 44,46 cm               |
| passo semplice  | gradus    | 2½     | 0,74 m                 |
| passo doppio    | passus    | 5      | 1,48 m                 |
| pertica         | pertica   | 10     | 2,96 m                 |
| atto            | actus     | 120    | 35,52 m                |
| stadio          | stadium   | 625    | 185 m                  |
| miglio          | miliarium | 5000   | 1,48 km                |
| lega            | leuga     | 7500   | 2,22 km                |

Il piede romano è definito come 16/28 del cubito di Nippur. Il valore teorico del cubito di Nippur è esattamente 518 616 micrometri, di conseguenza il piede dei romani è di 296 352 µm ≤ 29,64 cm.
- Nella tarda antichità romana il piede veniva diviso a volte in dodici parti (uncia); prima del periodo medioevale era però prevalente la suddivisione in sedici parti (digitus).
- «Dalla misura degli edifici si era ricavato che il piede classico romano o italicus risponderebbe a metri 0,29574; tuttavia risultò anche che sotto Severo e Diocleziano avea subito un leggero accorciamento, così da fargli attribuire non più di metri 0,29421»[3]

## Misure di superficie
| Unità romane          | Latino          | Actus Quadratus | SI decimale |
| --------------------- | --------------- | --------------- | ----------- |
| piede quadrato        | pes quadratus   | 1 / 14 400      | 876,16 cm²  |
| pertica quadrata      | scripulum       | 1 / 144         | 8,7816 m²   |
|                       | actus minimus   | 1 / 30          | ~ 42,2 m²   |
| verga                 | clima           | 1 / 4           | ~ 316,25 m² |
| atto quadrato         | actus quadratus | 1               | ~ 1265 m²   |
| iugero                | iugerum         | 2               | ~ 2529 m²   |
| eredio (mattutino)    | heredium        | 4               | ~ 5059 m²   |
| centuria              | centuria        | 400             | ~ 50,6 ha   |
| "quadruplice" (salto) | saltus          | 1600            | ~ 202,3 ha  |

L'atto quadrato è il quadrato dell'atto (1 atto  =  120 piedi). Ciò corrisponde a 14 400 piedi quadrati o circa un ottavo di ettaro. Più precisamente sono 1264,673 metri quadrati.

## Volumi

### Misure per liquidi
| Unità romana              | Latino    | Sestero | SI decimale |
| ------------------------- | --------- | ------- | ----------- |
| cucchiaino                | ligula    | 1 / 48  | ~ 1⅛ cl     |
| cucchiaio                 | cyathus   | 1 / 12  | ~ 4½ cl     |
| sestante (1/6 di sestero) | sextans   | 1 / 6   | ~ 9 cl      |
| triente (1/3 di sestero)  | triens    | 1 / 3   | ~ 18 cl     |
| emina (1/2 di sestero)    | hemina    | 1 / 2   | ~ 27 cl     |
| Choenix                   | choenix   | 2 / 3   | ~ 36 cl     |
| sestero                   | sextarius | 1       | ~ 54 cl     |
| congio                    | congius   | 6       | ~ 3¼ l      |
| urna                      | urna      | 24      | ~ 13 l      |
| anfora                    | amphora   | 48      | ~ 26 l      |
| otre                      | culleus   | 960     | ~ 520 l     |

L'anfora ("amphora quadrantal") corrisponde a un piede cubico.
Il congio è 1/8 di anfora e pari al cubo di mezzo piede. Contiene esattamente sei sesteri.

### Misure per aridi
| Unità romana      | Latino     | Modio   | SI decimale |
| ----------------- | ---------- | ------- | ----------- |
| cucchiaione       | acetabulum | 1 / 128 | ~ 6¾ cl     |
| quarto di sestero | quartarius | 1 / 64  | ~ 13½ cl    |
| Emina             | hemina     | 1 / 32  | ~ 27 cl     |
| sestero           | sextarius  | 1 / 16  | ~ 54 cl     |
| semodio           | semodius   | 1 / 2   | ~ 4⅔ l      |
| moggio (modio)    | modius     | 1       | ~ 8⅔ l      |
| quadrantale       | quadrantal | 3       | ~ 26 l      |

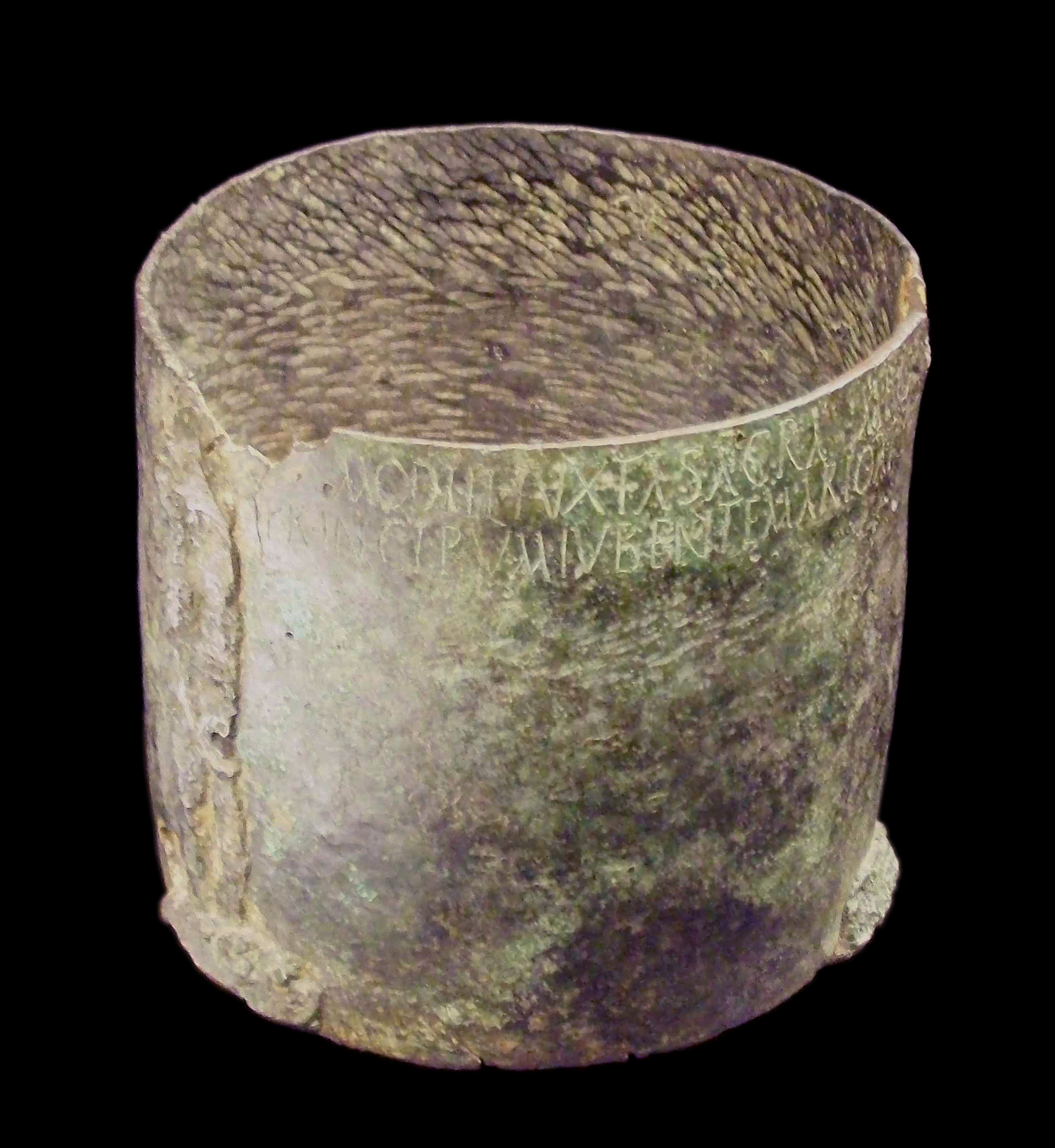
Moggio (modius) di bronzo del IV secolo.

Il quadrantale romano misura un piede cubo, dunque un'anfora.
Come l'anfora circa 26,027 litri. Un terzo del quadrantale è il modio romano, la misura base.

## Pesi
| Unità romane     | Latino    | Dracma | SI decimale |
| ---------------- | --------- | ------ | ----------- |
| chalco           | chalcus   | 1 / 48 | 71 mg       |
| siliqua          | siliqua   | 1 / 18 | 189⅓ mg     |
| obolo            | obolus    | 1 / 6  | 0,568 g     |
| scrupolo         | scrupulum | 1 / 3  | 1,136 g     |
| dracma           | drachma   | 1      | 3,408 g     |
| siclo o sicilico | sicilicus | 2      | 6,816 g     |
| oncia            | uncia     | 8      | 27,264 g    |
| libbra           | libra     | 96     | 327,168 g   |
| mina             | mina      | 128    | 436,224 g   |

Non esiste una correlazione precisa tra lunghezze e masse, ma la libbra romana vale esattamente tre quarti di una mina greca, perciò la relazione tra dracma romana e greca è 25 : 32.
- Altre fonti indicano per la libbra romana 327,453 grammi, cioè il 0,1 % in più.
- «L'ottantesima parte del vino contenuto nell'Anfora o piede cubico costituiva, come si riporta in un Plebiscito riportato da Festo, l'unità o asse dei pesi o sia la Libbra romana (Quadrantal vini octoginta pondo fiet).»[4]

Tutti i multipli dell'oncia romana hanno il loro nome specifico:
| uncia    | = 1 oncia | septunx | = 7 once  |
| sextans  | = 2 once  | bes     | = 8 once  |
| quadrans | = 3 once  | dodrans | = 9 once  |
| triens   | = 4 once  | dextans | = 10 once |
| quincunx | = 5 once  | deunx   | = 11 once |
| semis    | = 6 once  | as      | = 12 once |

Un'oncia e mezza veniva chiamata  "sescuncia". Semis e quadrans, triens e sextans hanno questo nome in quanto frazioni dell'as o libbra. Gli stessi nomi sono utilizzati per indicare monete di bronzo.
| Nome                  | 350 a.C. | 269 a.C. | 210 a.C. | 89 a.C. | Augusto | Nerone | Caracalla |
| --------------------- | -------- | -------- | -------- | ------- | ------- | ------ | --------- |
| Aureo                 |          |          | 3,408    |         | 8,165   | 7,258  | 6,545     |
| Denario               |          | 4,536    | 3,888    | 3,888   | 3,888   | 3,370  |           |
| Quinario              |          | 2,268    | 1,944    |         | 1,944   | 1,685  |           |
| Sesterzio             |          | 1,134    | 0,972    |         | 0,972   |        |           |
| Vittoriato            |          |          |          | 2,916   |         |        |           |
| Antoniniano           |          |          |          |         |         | 5,443  |           |
| Sesterzio di oricalco |          |          |          | 27,216  | 27,216  |        |           |
| Dupondio di oricalco  |          |          |          | 13,608  | 13,608  |        |           |
| Asse                  | 327,240  | 113,400  | 27,281   | 13,608  | 12,960? | 12,960 |           |
| Semiasse              | 163,620  | 56,700   | 13,608   | 6,804   | 6,480?  |        |           |